# Заборовское
Заборовское — озеро в Пеновском муниципальном округе Тверской области России.
Расположено на северо-западе Пеновского муниципального округа. В озеро впадает река Мостовлянка, соединяющая его с озером Скорбино, вытекает река Заборовка. 

## Данные водного реестра
По данным государственного водного реестра России относится к Верхневолжскому бассейновому округу, водохозяйственный участок реки — Волга от истока до Верхневолжского бейшлота. Речной бассейн реки — (Верхняя) Волга до Куйбышевского водохранилища (без бассейна Оки).
Код объекта в государственном водном реестре — 08010100111110000000117.